# Hanne Desmet
Hanne Desmet (ur. 26 października 1996 w Antwerpii) – belgijska łyżwiarka szybka specjalizująca się w short tracku, brązowa medalistka olimpijska z Pekinu 2022, wicemistrzyni świata.

## Życie prywatne
Urodzona w antwerpskiej dzielnicy Wilrijk. Obecnie mieszka w Heerenveen w Holandii.

## Wyniki

### Igrzyska olimpijskie
| Rok  | Gospodarz | 500 m | 1000 m | 1500 m |
| ---- | --------- | ----- | ------ | ------ |
| 2022 | Pekin     | 5     | brąz   | 4      |

### Mistrzostwa świata
| Rok  | Gospodarz | 500 m | 1000 m | 1500 m | wielobój |
| ---- | --------- | ----- | ------ | ------ | -------- |
| 2016 | Seul      | 21    | 26     | 31     | 26       |
| 2017 | Rotterdam | 28    | 25     | 27     | 25       |
| 2018 | Montreal  | 22    | 13     | 14     | 17       |
| 2019 | Sofia     | 26    | —      | 5      | 10       |
| 2021 | Dordrecht | 18    | srebro | 7      | 5        |

### Mistrzostwa Europy
| Rok  | Gospodarz | 500 m | 1000 m | 1500 m | wielobój |
| ---- | --------- | ----- | ------ | ------ | -------- |
| 2015 | Dordrecht | —     | —      | —      | 27       |
| 2016 | Soczi     | —     | —      | —      | 23       |
| 2017 | Turyn     | 24    | 9      | 13     | 15       |
| 2018 | Drezno    | 18    | 15     | 15     | 18       |
| 2019 | Dordrecht | 13    | 19     | 4      | 5        |
| 2020 | Debreczyn | 11    | 4      | 5      | 8        |
| 2021 | Gdańsk    | —     | 11     | 11     | 19       |

### Mistrzostwa świata juniorów
| Rok  | Gospodarz | wielobój |
| ---- | --------- | -------- |
| 2016 | Sofia     | 13       |